# Youssef El Basri
Youssef El Basri (arab. يوسف البصري, ur. 13 marca 1983) – marokański piłkarz, grający na pozycji defensywnego pomocnika.

## Kariera klubowa

### Początki
Zaczynał karierę w Racingu Casablanca.

### FAR Rabat
1 lipca 2007 roku trafił do FAR Rabat. W sezonie 2010/2011 rozegrał w tym klubie 10 meczów.

### Maghreb Fez
1 lipca 2011 roku został zawodnikiem Maghrebu Fez. Zadebiutował tam 20 sierpnia w meczu przeciwko Hassanii Agadir, wygranym 2:0. Wszedł z ławki w 63. minucie, zastępując Rachida Dahmaniego. W Fezie zdobył Afrykański Super Puchar. Łącznie zagrał 35 meczów.

### Olympic Safi
1 lipca 2013 roku przeniósł się do Olympic Safi. W tym zespole zadebiutował 25 sierpnia w meczu przeciwko Raja Casablanca, zremisowanym 1:1, grając całe spotkanie. Pierwszą asystę zaliczył 15 grudnia w meczu przeciwko Moghrebowi Tetuan, przegranym 2:1. Asystował przy golu w 60. minucie. Łącznie w Safi zagrał 22 mecze i miał trzy asysty.

### Al-Suwaiq Club
21 stycznia 2015 roku przeniósł się do Al-Suwaiq Club.

### Ittihad Khémisset i Mouloudia Wadżda
5 września 2015 roku wrócił do ojczyzny, podpisując kontrakt z Ittihadem Khémisset. 1 lipca 2016 roku trafił do Mouloudii Wadżda.

### JS de Kasba Tadla
20 stycznia 2017 roku trafił do JS de Kasba Tadla. W tym zespole zadebiutował 5 lutego w meczu przeciwko Chababowi Atlas Khénifra, zremisowanym 1:1, grając cały mecz. Łącznie zagrał 9 spotkań.

### Racing Casablanca
30 stycznia 2018 roku trafił do Racingu Casablanca. W tym zespole zadebiutował 11 lutego w meczu przeciwko Kawkabowi Marrakesz, zremisowanym 0:0, grając 27 minut. Łącznie zagrał 11 meczów.

### Dalsza kariera
1 stycznia 2019 roku trafił do Raja Beni Mellal. Zakończył w tym klubie karierę po sezonie.